# Laura Majid
Laura Majid (* 15. August 1996 in Bagdad) ist eine schwedische Schauspielerin.

## Leben und Karriere
Majid wurde am 15. August 1996 in Bagdad geboren und wuchs später in Schweden auf. Sie studierte an der The Institute for Creative Arts & Technology in Berlin. Danach setzte sie ihr Studium an der The National Institute of Dramatic Art fort.
Ihr Debüt gab sie 2021 in dem Film Five. 2023 spielte sie in der Fernsehserie Taelgia mit. Im selben Jahr wurde sie für die Serie Fallen gecastet.
Neben ihrer Muttersprache Schwedisch spricht sie noch Englisch, Arabisch und etwas Deutsch.

## Filmografie
- 2021: Five
- 2023: Fallen (Fernsehserie)
- 2023: Taelgia (Fernsehserie)